# 월터 교수의 마지막 강의
《월터 교수의 마지막 강의》(영어: Anesthesia)는 2015년 공개된 미국의 영화이다. 2015년 4월 22일 트라이베카 영화제에서 초연되었다.

## 출연

### 주연
- 샘 워터스톤
- 크리스틴 스튜어트
- 그레첸 몰
- 글렌 클로즈
- 코리 스톨
- 팀 블레이크 넬슨

### 조연
- 데이빗 애론 베이커
- 재클린 바움
- J. 버나드 칼로웨이
- 케이티 창
- 스콧 코헨
- 필립 에팅거
- 아나 마리 캘리스
- K. 토드 프리먼
- 나타샤 그렉슨 와그너
- 제시카 헤트
- 해나 마크스
- 글로리아 루벤
- 마이클 K. 윌리엄즈
- 믹키 섬너
- 이얼 바즈퀫즈
- 데릭 바스킨
- 루카스 헤지스
- 애니 퍼리스
- 코리 잭슨